# Dunes de Prunete-Canniccia
Dunes de Prunete-Canniccia este o arie protejată (sit de importanță comunitară — SCI) din Franța întinsă pe o suprafață de 20 ha, integral pe uscat.

## Localizare
Centrul sitului Dunes de Prunete-Canniccia este situat la coordonatele 42°18′28″N 9°33′04″E / 42.30778°N 9.55111°E.

## Înființare
Situl Dunes de Prunete-Canniccia a fost declarat arie specială de conservare în baza directivei 92/43 din 1992 referitoare la conservarea habitatelor naturale și a faunei și florei sălbatice pentru a proteja 2 specii de animale.

## Biodiversitate
Situată în ecoregiunea mediteraneană, aria protejată conține 11 habitate naturale: Păduri de Quercus ilex și Quercus rotundifolia, Dune de coastă cu Juniperus spp., Păduri aluvionare cu Alnus glutinosa și Fraxinus excelsior (Alno-Padion, Alnion incanae, Salicion albae), Galerii de Salix alba și de Populus alba, Galerii și tufărișuri riverane sudice (Nerio-Tamaricetea și Securinegion tinctoriae), Dune cu tufărișuri sclerofile Cisto-Lavenduletalia, Vegetație anuală la limita mareei, Dune mobile cu vegetație embrionară, Dune mobile de-a lungul țărmului cu Ammophila arenaria („dune albe”), Dune de pe litoral fixate cu Crucianellion maritimae, Pajiști umede mediteraneene cu ierburi înalte de Molinio-Holoschoenion.
La baza desemnării sitului se află mai multe specii protejate de  reptile (2): țestoasa de baltă (Emys orbicularis), țestoasă bănățeană (Testudo hermanni).
Pe lângă speciile protejate, pe teritoriul sitului au mai fost identificate 2 specii de plante.